# Parlamentswahl in Frankreich 2002
Die Parlamentswahl in Frankreich 2002 zur Wahl der französischen Nationalversammlung fand am 9. und 16. Juni 2002. Die Wahl endete mit einem Sieg der bürgerlichen Rechten der Union pour la majorité présidentielle. Unmittelbar zuvor fand auch die Präsidentschaftswahl 2002 statt.

## Hintergrund
Die französischen Parlamentswahlen 1997 hatte die Linke der gauche plurielle unter Führung der Parti Socialiste gewonnen. Die daraus gebildete Regierung unter Lionel Jospin hatte bis zu den Präsidentschaftswahlen 2002 amtiert.
Durch ein von der Regierung Jospin gemeinsam mit einigen bürgerlichen Abgeordneten durchgesetzte Regelung fanden die Wahlen nach der Präsidentschaftswahl 2002 und nicht wie eigentlich vorgesehen unmittelbar davor statt. Diese Festlegung des Wahltermins verbunden mit der ab 2002 geltenden Verkürzung der Amtszeit des Staatspräsidenten auf fünf Jahre und damit auf die gleiche Länge wie die Legislaturperiode der Nationalversammlung führte zu der bis heute anhaltenden engen Vertaktung von Präsidentschafts- und Parlamentswahl, die bisher immer dazu führte, dass die politische Richtung des Präsidenten auch die Mehrheit in der Nationalversammlung erhielt, wodurch eine Cohabitation unterbleibt.
Die Präsidentschaftswahl endete für die Linken in einem Debakel, als der amtierende Premierminister Lionel Jospin die Stichwahl verfehlte, in der sich der amtierende Präsident Jacques Chirac und der rechtsextreme Kandidat Jean-Marie Le Pen vom Front National gegenüberstanden. Unmittelbar nach dem zweiten Wahlgang trat Jospin als Premierminister zurück und kündigte seinen Rückzug aus der Politik an.
Das Ergebnis des ersten Wahlgangs der Präsidentschaftswahl führte auch zu einer Umgruppierung der bürgerlichen Rechten. Noch vor dem zweiten Wahlgang wurde die Union pour la majorité présidentielle (UMP, „Union für die Mehrheit des Präsidenten“) gegründet, der das gaullistische RPR und viele Mitgliedsparteien der zentristischen UDF angehörten. Aus diesem Bündnis ging noch 2002 die Union pour un mouvement populaire hervor, die bis 2012 die Regierungsmehrheit und den Staatspräsidenten stellte. Die bürgerliche Rechte trat damit zu den Parlamentswahlen weitgehend geeint an, was ihre Wahlchancen angesichts des Mehrheitswahlrechts deutlich erhöhte. Allerdings kandidierten einige bisherige Mitgliedsparteien der UDF weiterhin unter diesem Namen, unterstützten aber ebenfalls Chirac. Außerdem hatte Jacques Chirac nach dem Rücktritt Jospins mit Jean-Pierre Raffarin einen bürgerlichen Premierminister ernannt, der als „Spitzenkandidat“ für die Parlamentswahl fungierte.
Für den Front National, der 1997 ein starkes Ergebnis erzielt und mit diesem Abschneiden die Niederlage der bürgerlichen Rechten durch Dreierstichwahlen mit herbeigeführt hatte, bedeutete das starke Abschneiden bei den Präsidentschaftswahlen ein Problem für die Parlamentswahlen: Es kam zu einer hohen Wählermobilisierung, was im Endeffekt zu einem Absinken des Ergebnisses für den FN führte.

## Ergebnisse
- PCF: 21
- PS: 140
- PRG: 7
- DVG: 6
- Verts: 3
- REG: 1
- DIV: 1
- UDF: 29
- DL: 2
- UMP: 355
- MPF: 1
- RPF: 2
- DVD: 9

Die Wahl endete mit einer klaren absoluten Mehrheit der Mandate für die UMP. Sie erreichte 62 Prozent der Mandate, gemeinsam mit den anderen Jacques Chirac unterstützenden Parteien kam sie auf fast 70 Prozent. Auf der Linken verlor vor allem die Parti Socialiste massiv an Mandaten, obwohl sie im ersten Wahlgang gegenüber der Wahl 1997 sogar leicht Stimmen hinzugewonnen hatte. Die UDF verzeichnete einen massiven Rückgang an Stimmen und Mandaten, der allerdings wesentlich auf den Übertritt von Mitgliedsparteien zur UMP zurückzuführen ist.
| Listen                                      | 1. Wahlgang | 1. Wahlgang | 1. Wahlgang | 2. Wahlgang | 2. Wahlgang | 2. Wahlgang | Mandate Gesamt |
| Listen                                      | Stimmen     | %           | Mandate     | Stimmen     | %           | Mandate     | Mandate Gesamt |
| ------------------------------------------- | ----------- | ----------- | ----------- | ----------- | ----------- | ----------- | -------------- |
| UMP – Union pour la majorité présidentielle | 8.408.023   | 33,3        | 46          | 10.029.669  | 47,3        | 309         | 355            |
| SOC – Parti socialiste (PS)                 | 6.086.599   | 24,1        | 2           | 7.482.169   | 35,3        | 138         | 140            |
| UDF – Union pour la démocratie française    | 1.226.462   | 4,9         | 6           | 832.785     | 3,9         | 23          | 29             |
| COM – Parti communiste français (PCF)       | 1.216.178   | 4,8         | 0           | 690.807     | 3,3         | 21          | 21             |
| DVD – Divers droite (Verschiedene Rechte)   | 921.973     | 3,7         | 1           | 274.374     | 1,3         | 8           | 9              |
| PRG – Parti radical de gauche               | 388.891     | 1,5         | 0           | 455.360     | 2,1         | 7           | 7              |
| DVG – Divers gauche (Verschiedene Linke)    | 275.553     | 1,1         | 0           | 268.715     | 1,3         | 6           | 6              |
| VEC – Les Verts                             | 1.138.222   | 4,5         | 0           | 677.933     | 3,2         | 3           | 3              |
| DL – Démocratie libérale                    | 104.767     | 0,4         | 2           | –           | –           | 0           | 2              |
| RPF – Rassemblement pour la France          | 94.222      | 0,4         | 0           | 61.605      | 0,3         | 2           | 2              |
| MPF – Mouvement pour la France              | 202.831     | 0,8         | 1           | –           | –           | 0           | 1              |
| DIV – Divers                                | 194.946     | 0,8         | 0           | 13.036      | 0,1         | 1           | 1              |
| REG – Régionaliste                          | 66.240      | 0,3         | 0           | –           | –           | 1           | 1              |
| FN – Front National                         | 2.862.960   | 11,3        | 0           | 393.205     | 1,9         | 0           | 0              |
| CPNT – Chasse Pêche Nature Traditions       | 422.448     | 1,7         | 0           | –           | –           | 0           | 0              |
| LCR – Ligue communiste révolutionnaire      | 320.467     | 1,3         | 0           | –           | –           | 0           | 0              |
| LO – Lutte Ouvrière                         | 301.984     | 1,2         | 0           | –           | –           | 0           | 0              |
| PREP – Pôle républicain                     | 299.897     | 1,2         | 0           | 12.679      | 0,1         | 0           | 0              |
| ECO – Écologistes                           | 295.899     | 1,2         | 0           | –           | –           | 0           | 0              |
| MNR – Mouvement National Républicain        | 276.376     | 1,1         | 0           | –           | –           | 0           | 0              |
| EXG – Extrême gauche (Extreme Linke)        | 81.558      | 0,3         | 0           | –           | –           | 0           | 0              |
| EXD – Extrême Droite (Extreme Rechte)       | 59.549      | 0,2         | 0           | –           | –           | 0           | 0              |
| Gesamt                                      | 25.246.045  | 100         | 58          | 21.221.026  | 100         | 519         | 577            |
|                                             |             |             |             |             |             |             |                |
| Ungültige Stimmen                           | 1.143.830   | 4,3         |             | 965.139     | 4,4         |             |                |
| Wähler                                      | 26.389.875  | 64,4        |             | 22.186.165  | 60,3        |             |                |
| Wahlberechtigte                             | 40.968.484  |             |             | 36.783.746  |             |             |                |
|                                             |             |             |             |             |             |             |                |
| Quelle: Französisches Innenministerium      |             |             |             |             |             |             |                |